# Karl Kaehne
Edgar-Karl Kaehne (* 13. März 1899 in Bunzlau; † 10. Juli 1969 in Würzburg) war ein deutscher Offizier und NS-Funktionär.

## Leben
Edgar-Karl Julius Rudolf Kaehne wurde als Sohn eines Bankvorstehers geboren. Er besuchte die Liegnitzer Ritterakademie und legte dort im Sommer 1917 die Reifeprüfung in Form des Kriegsabiturs ab. Unmittelbar danach trat er während des Ersten Weltkriegs als Freiwilliger mit dem Dienstgrad eines Fahnenjunkers in das 5. Niederschlesische Infanterie-Regiment Nr. 154 in Jauer ein, um Berufsoffizier zu werden. Diese geplante Karriere entfiel wegen des verlorenen Krieges und der Revolution, weil er nicht bereit war, der neuen Republik in der Reichswehr zu dienen. Er wurde daraufhin 1920 aus dem aktiven Dienst entlassen. Nach einer Banklehre bei der Dresdner Bank, einem kurzen, wegen wirtschaftlicher Schwierigkeiten abgebrochenen Studiums der Nationalökonomie an der Universität Breslau, wurde er als Beamtenanwärter bei der Reichsbank eingestellt. Am 27. September 1924 heiratete Kaehne in Liegnitz die aus wohlhabender Liegnitzer Kaufmannsfamilie stammende Marianne Martha, geborene Kittler (1901–1993). Aus der Ehe gingen zwei Töchter hervor.

### Freikorpskämpfer und SA-Funktionär in der Weimarer Republik
Noch als aktiver Offizier nahm Kaehne im August 1919 auf Aufruf seines Divisionskommandeurs im sogenannten Freiwilligenkorps Schlesien am ersten der drei Schlesischen Aufstände polnischer Insurgenten unter Wojciech Korfanty, teil, als die polnischen Aufständischen nach den Versailler Verträgen Polen nicht zugesprochene schlesische Gebiete zusätzlich erobern wollten. Er beteiligte sich an allen Kämpfen in Oberschlesien und wurde dafür mit dem Schlesischen Adler ausgezeichnet. Obwohl seit April 1920 Lehrling bei der Dresdner Bank in Liegnitz, blieb er dem Dienst bereits in den ersten beiden Monaten weitgehend fern, denn er zog mit dem schlesischen Regiment Blücher nach Westen, um kommunistische Aufstände im Ruhrgebiet zu bekämpfen.
Nach Liegnitz zurückgekehrt, wurde er Mitglied des „Heimatverbandes Schlesien“. Als Anfang Mai 1921 polnische Freikorps unter Führung Korfantys erneut in Oberschlesien einrückten, schloss er sich sofort dem deutschen Selbstschutz an. Es kam zu erbitterten Kämpfen zwischen den deutschen und polnischen Freikorpskämpfern, die im Sturm auf den Annaberg am 23. Mai 1921 gipfelten, an dem auch Kaehne teilnahm.
Ab Juni 1923 war Kaehne dann wieder auf seinem Ausbildungsplatz in Liegnitz bei der Dresdner Bank. Die Arbeit dort und später bei der Reichsbank langweilten ihn. Schon eher befriedigten ihn seine Aktivitäten bei der Ausbildung Freiwilliger des vom bayerischen Forstrat Georg Escherich gegründeten republikfeindlichen Freikorps, der sogenannten Organisation Escherich, die in den schlesischen Wäldern geheime Wehrübungen veranstalteten. Zum 1. Dezember 1929 trat Kaehne dann in die 1925 gegründete Ortsgruppe Liegnitz der NSDAP (Mitgliedsnummer 172.353) und im selben Jahr in die SA ein. In Partei und SA machte er schnell Karriere. Seit Anfang Januar 1930 war er nebenberuflich Personalchef der Kreisleitung Frankenstein, 1934 wurde er SA-Sturmführer, dann Führer eines Sturmbannes, Führer einer Standarte, Stabsführer einer Brigade. Innerhalb der NSDAP war er Gauhauptstellenleiter und Gaufachredner. Er war Inhaber der Bronzenen und Silbernen Dienstauszeichnung der NSDAP. Inzwischen an die Reichsbankfiliale nach Würzburg versetzt, erreichte ihn kurz vor Ausbruch des Zweiten Weltkriegs die Einberufung zum Heer der Wehrmacht als Oberleutnant der Reserve.

### Zweiter Weltkrieg
Nach Ausbruch des Krieges nahm er an den Kämpfen in Polen, Frankreich und im Osten teil. Er erhielt für seinen Einsatz in Frankreich das Eiserne Kreuz 1. Klasse und wurde dort verwundet. In Russland wurde er als Hauptmann der Reserve und Kommandeur des I. Bataillons des Infanterieregiments 135 für persönliche Tapferkeit bei einem Gegenstoß gegen eingebrochene russische Truppen am 2. Februar 1942 mit dem Ritterkreuz des Eisernen Kreuzes ausgezeichnet. Mitte September 1943 wurde Kaehne Regimentskommandeur in Kroatien und Anfang Februar 1944 zum Oberstleutnant befördert. Im Januar 1945 wurde er Oberst und zum Kommandeur der Festungsinfanteriebrigade 954 ernannt. Wegen einer Leberentzündung wurde er abgelöst und kam Mitte März 1945 in ein Lazarett in der oberbayrischen Stadt Neuötting.

#### Bürgermord in Altötting
In den Morgenstunden des 28. Aprils 1945 entschieden sich einige angesehene Bürger Altöttings unter Führung des Landrates Kehrer, die Stadt entgegen den Durchhaltebefehlen der Parteiführung den Amerikanern kampflos zu übergeben. Sie nahmen deshalb mehrere örtliche Parteiangehörige fest und sperrten sie in eine Zelle des örtlichen Gendarmeriepostens. Hiervon erfuhr der Bürgermeister von Neuötting, der sofort den Arzt des dortigen Lazaretts, der auch örtlicher Kampfkommandant war, aufsuchte und sein Eingreifen forderte. Dieser beauftragte daraufhin Kaehne, den dienstältesten Lazarettinsassen, nach Altötting zu fahren, um die Angelegenheit zu untersuchen. Kaehne begab sich in Begleitung zweier Hauptleute nach Altötting. Im Dienstzimmer des Landrates stellte er diesen zur Rede, ein Schuss fiel; der Landrat hatte sich angeblich selbst erschossen. Dann befreite Kaehne die festgesetzten NS-Funktionäre. Im Landratsamt ordnete er an, den Dienst fortzusetzen und nicht zu kapitulieren. Danach fuhr er zurück ins Lazarett in Neuötting.
In Altötting hatten bald danach die befreiten inhaftierten NS-Funktionäre die Rädelsführer der Kapitulationswilligen nach einer von ihnen aufgestellten Liste auf Weisung des Kreisleiters der NSDAP verhaften lassen. Fünf Bürger wurden dann von einer von der Kreisleitung beauftragten SS-Einheit noch am selben Tag erschossen.
Kaehne wurde am 12. Mai 1945 von den Amerikanern in die 1. Offizierskompanie des US-Kriegsgefangenenlagers Altötting eingewiesen.

## Prozess und Entnazifizierung
Kaehne wurde am 4. April 1946 verhaftet. Nach kurzem Aufenthalt im 'Offenen Lager' Ochsenfurt kam er dann in das von den Amerikanern geführte 'Deutsche Internierungslager Darmstadt (Civil Internment Enclosure 91)'. Nach einigen Monaten wurde er in das Internierungslager Moosburg verlegt, wo auch schon die ebenfalls verhafteten Nazis aus Altötting saßen. Hier füllte er auch den obligatorischen Fragebogen zur Nazi-Vergangenheit aus. Im folgenden Spruchkammerverfahren wurde er angeklagt, am 10. September 1948 als Hauptschuldiger eingestuft und zu einer Strafe von fünf Jahren Arbeitslager verurteilt. In den Gründen wird nicht nur auf seine hohen Parteiämter und seine Stellung als Alter Kämpfer verwiesen, sondern auch auf die Vorgänge vom 28. April 1945 in Altötting. Insbesondere lastete man ihm auch eine Mitschuld an den Erschießungen in Altötting an.
Mitte Dezember 1948 hatte sich Kaehne auch vor dem Landgericht Traunstein wegen der Altöttinger Vorfälle zu verantworten. Das Landgericht kam allerdings zu einer anderen Beurteilung des Geschehens als die Spruchkammer: Es sprach alle Angeklagten von der Mordanklage frei, Kaehne sogar wegen erwiesener Unschuld. Die Morde seien ihm nicht zuzurechnen, da er sich nach der Feststellung der Namen der später Erschossenen wieder in sein Lazarett begeben habe und somit für die danach geschehenen Taten nicht verantwortlich sei; im Falle des Landrats Kehrer habe das Gutachten des Gerichtsmediziners ergeben, dass dieser Selbstmord begangen habe. Kaehne wurde nun aus der Haft entlassen. Seine Berufung gegen das Urteil der Spruchkammer hatte insoweit Erfolg, als er nunmehr nur als Belasteter eingestuft wurde und die Lagerhaft nicht mehr antreten musste.
Kaehne arbeitete danach zunächst in Privatbetrieben, bis ihm eine Versorgung wegen seiner Beamtenstellung bei der Reichsbank zugebilligt wurde.